# Bruno Wolke
Bruno Wolke (ur. 4 maja 1904 w Neukölln, zm. 23 grudnia 1973 w Rottenburgu) – niemiecki kolarz szosowy, brązowy medalista mistrzostw świata.

## Kariera
Największy sukces w karierze Bruno Wolke osiągnął w 1928 roku, kiedy zdobył brązowy medal w wyścigu ze startu wspólnego podczas mistrzostw świata w Budapeszcie. W zawodach tych wyprzedzili go jedynie Belg Georges Ronsse oraz inny Niemiec, Herbert Nebe. Był to jedyny medal wywalczony przez niego na międzynarodowej imprezie tej rangi. W tej samej konkurencji był też szósty na rozgrywanych rok wcześniej mistrzostwach świata w Nürburgu. Ponadto był między innymi pierwszy w Rund um Berlin oraz trzeci na mistrzostwach kraju w drużynowej jeździe na czas w 1927 roku, a rok później był trzeci na mistrzostwach kraju w wyścigu ze startu wspólnego. W 1930 roku brał udział w Tour de France, ale nie ukończył rywalizacji. Nigdy nie wystąpił na igrzyskach olimpijskich. Jako zawodowiec startował w latach 1927–1936.
Jego brat, Rudolf Wolke, również był kolarzem.